# Nothing (The Script)
Nothing è un singolo del gruppo musicale pop rock irlandese The Script, pubblicato il 25 ottobre 2010 dalle etichette discografiche Epic e Phonogenic.
Il brano è stato scritto e prodotto da Danny O'Donoghue, Mark Sheehan, Steve Kipner e Andrew Frampton ed è stato estratto come secondo singolo dal secondo album del gruppo musicale, Science & Faith.
Il video è uscito il giorno della pubblicazione.

## Tracce
Promo - Digital RCA - (Sony)
1. Nothing (Radio Edit) - 4:11

## Classifiche
| Classifica (2010/11) | Posizione Massima |
| -------------------- | ----------------- |
| Australia            | 1                 |
| Belgio (Fiandre)     | 76                |
| Belgio (Vallonia)    | 75                |
| Irlanda              | 15                |
| Nuova Zelanda        | 32                |
| Paesi Bassi          | 12                |
| Regno Unito          | 42                |
| Stati Uniti          | 33                |